# Stazione di Levata
La stazione di Levata è una fermata ferroviaria posta sulla linea Verona-Mantova-Modena, a servizio del centro abitato di Levata, frazione del comune di Curtatone.

## Storia
La fermata di Levata fu attivata il 13 dicembre 2009, contestualmente alla soppressione della fermata di Motteggiana.

## Strutture ed impianti
Essendo una fermata in piena linea, è presente il solo binario di corsa della linea ferroviaria. L'accesso all'utenza è garantito da un marciapiede, lungo 150 m, posto sul lato sinistro rispetto alle corse dispari, ovvero provenienti da Mantova.

## Movimento
La fermata è servita dai treni regionali in servizio sulla relazione Mantova-Modena, cadenzati a frequenza oraria ed eserciti da Trenitalia Tper.